# Princesse de Dune
Princesse de Dune (titre original : Princess of Dune) est un roman publié en 2023 et rédigé par Brian Herbert et Kevin J. Anderson qui s’intègre dans l’univers de Dune de Frank Herbert. Il s'agit du troisième tome d'une trilogie appelée Légendes de Dune (Heroes of Dune en langue originale).